# Eugene Simon
Eugene Michael Simon (11 de junho de 1992) é um ator inglês mais conhecido por seu papel como Jerome Clarke na série de televisão House of Anubis.Também ficou conhecido por seu papel de Lancel Lannister  em Game of Thrones.
Simon foi para a escola preparatória em St. Philips em Londres e mais tarde participou Bryanston School e Downside, entrando em escolas no sul da Inglaterra.

## Filmografia
Filmes
| Ano  | Título                | Papel                  | Notas |
| ---- | --------------------- | ---------------------- | ----- |
| 2005 | Casanova              | Jovem Casanova         |       |
| 2006 | Alpha Male            | Jovem Felix Methuselah |       |
| 2013 | Before I Sleep        | Jovem Eugene           |       |
| 2014 | Eden: Lutar ou Morrer | Kennefick              |       |

Televisão
| Ano       | Título          | Papel            | Notas                          |
| --------- | --------------- | ---------------- | ------------------------------ |
| 2011-2013 | House of Anubis | Jerome Clarke    | Protagonista (1ª-3ª Temporada) |
| 2011-2016 | Game of Thrones | Lancel Lannister | 16 episódios                   |
| 2017      | Genius (série)  | Eduard Einstein  | 2 episódios                    |